# Live in Amsterdam
Live in Amsterdam — концертный альбом американской певицы Бет Харт и блюз-рокового гитариста Джо Бонамассы, изданный 20 мая 2014 года на студиях J&R Adventures и Provogue. В альбоме собраны кавер-версии классических песен в стиле соул и блюз.
Альбом был записан во время живого выступления в музыкальном зале Carré Theatre в Амстердаме, Нидерланды. Альбом занял 49-е место в Великобритании и 13-е место в Нидерландах.

## История
Альбом был записан во время живого выступления в музыкальном зале Carré Theatre в Амстердаме, Нидерланды. Также доступна версия на DVD. Альбом занял 49-е место в Великобритании и 13-е место в Нидерландах.
Live in Amsterdam — это третий совместный альбом кавер-версий классических песен в стиле соул и блюз, записанный американской певицей Бет Харт и блюз-рок гитаристом Джо Бонамассой в 2014 году. Он стал продолжением успеха их двух первых совместных работ, альбомов каверов Don’t Explain в 2011 году и Seesaw (последний был номинирован на премию «Грэмми» в категории «Лучший блюзовый альбом 2013 года».
Этот двойной диск — точная копия концерта вокалистки Бет Харт и гитариста Джо Бонамассы в Амстердаме в поддержку их студийного альбома Seesaw. Они исполнили все треки из студийного альбома, кроме одного («Sunday Kind of Love»), и ещё пять треков из альбома 2011 года Don’t Explain, а также сыграли несколько каверов и длинный джем под названием «Antwerp Jam» в качестве финала. Харт и Бонамасса выступали в сопровождении группы, включающей в себя барабанщика Антона Фига, басиста Кармина Рохаса, ритм-гитариста Блонди Чаплина и клавишника Арлана Ширбаума. Также были пакеты, в которых эти диски сочетаются с Blu-ray и DVD.

## Отзывы
| Оценки критиков | Оценки критиков |
| Источник        | Оценка          |
| --------------- | --------------- |
| Allmusic        | [ 8 ]           |

Альбом получил положительные отзывы музыкальной критики и интернет-изданий. В рецензии от Allmusic отметили, что «Среди ярких моментов — исполнение песен Дилейни Брамлетт „Well, Well“, Айка Тёрнера „Nutbush City Limits“, „Sinner’s Prayer“, „Something’s Got a Hold on Me“, „Chocolate Jesus“, „I Love You More Than You’ll Ever Know“ и, конечно, сокрушительное исполнение мисс Харт песни Этты Джеймс „I’d Rather Go Blind“. Учитывая её значительную силу и способность передавать широкий спектр эмоций, это не просто набор для поклонников гитарного бога — хотя для них здесь тоже найдётся немало интересного».

## Список композиций

### CD 1
| №                   | Название                                  | Автор(ы)                                    | Оригинальный исполнитель        | Длительность |
| ------------------- | ----------------------------------------- | ------------------------------------------- | ------------------------------- | ------------ |
| 1.                  | «Amsterdam, Amsterdam!»                   | Joe Bonamassa, Beth Hart, Kevin Shirley     |                                 | 1:45         |
| 2.                  | «Them There Eyes»                         | Maceo Pinkard, Doris Tauber, William Tracey | Louis Armstrong                 | 2:59         |
| 3.                  | «Sinner's Prayer»                         | Lowell Fulson, Lloyd Glenn                  | Ray Charles                     | 4:21         |
| 4.                  | «Can't Let Go»                            | Randy Weeks                                 | Lucinda Williams                | 5:12         |
| 5.                  | «For My Friends»                          | Bill Withers                                | Bill Withers                    | 4:33         |
| 6.                  | «Close to My Fire»                        | Peter Hoppe, Stephanie Popp                 | Slackwax                        | 5:30         |
| 7.                  | «Rhymes»                                  | Al Green, Mabon "Teenie" Hodges             | Al Green                        | 5:05         |
| 8.                  | «Something's Got a Hold on Me»            | Etta James, Leroy Kirkland, Pearl Woods     | Etta James                      | 6:18         |
| 9.                  | «Your Heart Is As Black As Night»         | Melody Gardot                               | Melody Gardot                   | 5:19         |
| 10.                 | «Chocolate Jesus»                         | Tom Waits, Kathleen Brennan                 | Tom Waits                       | 2:51         |
| 11.                 | «Baddest Blues»                           | Hart                                        | Beth Hart                       | 5:09         |
| 12.                 | «Someday After a While (You'll Be Sorry)» | Freddie King, Sonny Thompson                | John Mayall & the Bluesbreakers | 6:04         |
| Общая длительность: | Общая длительность:                       | Общая длительность:                         | Общая длительность:             | 55:06        |

### CD 2
| №                   | Название                                | Автор(ы)                              | Оригинальный исполнитель           | Длительность |
| ------------------- | --------------------------------------- | ------------------------------------- | ---------------------------------- | ------------ |
| 1.                  | «Well, Well»                            | Delaney Bramlett                      | Delaney Bramlett & Bonnie Bramlett | 4:51         |
| 2.                  | «If I Tell You I Love You»              | Gardot                                | Melody Gardot                      | 3:51         |
| 3.                  | «Seesaw»                                | Don Covay, Steve Cropper              | Aretha Franklin                    | 3:18         |
| 4.                  | «Strange Fruit»                         | Lewis Allen                           | Billie Holiday                     | 5:58         |
| 5.                  | «Miss Lady»                             | Buddy Miles                           | Buddy Miles                        | 4:00         |
| 6.                  | «I Love You More Than You'll Ever Know» | Al Kooper                             | Blood, Sweat & Tears               | 7:54         |
| 7.                  | «Nutbush City Limits»                   | Tina Turner                           | Ike & Tina Turner                  | 3:49         |
| 8.                  | «I'd Rather Go Blind»                   | James, Ellington Jordan, Billy Foster | Etta James                         | 10:01        |
| 9.                  | «Antwerp Jam»                           | Bonamassa, Hart, Shirley              |                                    | 5:25         |
| Общая длительность: | Общая длительность:                     | Общая длительность:                   | Общая длительность:                | 52:26        |

### DVD
1. «Amsterdam, Amsterdam!»
2. «Them There Eyes»
3. «Sinner’s Prayer»
4. «Can’t Let Go»
5. «For My Friends»
6. «Close to My Fire»
7. «Rhymes»
8. «Something’s Got a Hold on Me»
9. «Your Heart Is As Black As Night»
10. «Chocolate Jesus»
11. «Baddest Blues»
12. «Someday After Awhile (You’ll Be Sorry)»
13. «Beth introduces the band»
14. «Well, Well»
15. «If I Tell You I Love You»
16. «See Saw»
17. «Strange Fruit»
18. «Miss Lady»
19. «I Love You More Than You’ll Ever Know»
20. «Nutbush City Limits»
21. «I’d Rather Go Blind»
22. «Antwerp Jam» and credits

## Сертификации
| Регион                                                                      | Сертификация | Продажи |
| --------------------------------------------------------------------------- | ------------ | ------- |
| Польша (ZPAV)                                                               | Золотой      | 10 000  |
| Данные о продажах + прослушиваниях приведены только на основе сертификации. |              |         |